# Bokator
Bokator, hay còn gọi là L'Bokator (tiếng Khmer: ល្បុក្កតោ) hoặc Kun L'Bokator (tiếng Khmer: គុនល្បុក្កតោ) là một môn võ thuật cổ truyền của người Khmer, những võ sĩ Bokator đã từng trở thành một thế lực cực kỳ hùng mạnh ở khu vực Đông Nam Á trong hơn 6 thế kỷ bắt đầu từ năm 800 sau Công nguyên. Người Khmer có lịch sử võ thuật lâu đời và tổ tiên của họ là những chiến binh từ thời cổ đại. Tổ tiên của người Khmer đã sáng tạo ra môn võ thuật riêng không sao chép từ các quốc gia khác. Bằng chứng còn sót lại trên bia ký và vách phù điêu trong cả nước. Thuật ngữ Bokator có nghĩa là "đánh sư tử". Từ "Bok" có nghĩa là "đánh" hoặc "đấm" và từ "Tor" có nghĩa là "sư tử".
Theo từ điển của Chuon Nath, bokator là một vũ khí bằng gậy ngắn được gắn vào cánh tay để đở đòn các gậy dài hoặc để đánh trả bảo vệ bản thân.
Bokator sử dụng một loạt các kỹ thuật tấn công bằng cùi chỏ, đầu gối, cánh tay, cẳng chân, đầu v.v,.. Trong đó, hông và ngón tay có thể được sử dụng để giết đối thủ, gậy tre và gậy ngắn cũng được sử dụng.
Hệ thống đòn thế của Bokator vô cùng đa dạng, trong đó hầu hết các động tác đều được bắt chước theo phong cách chiến đấu của các động vật hoang dã như ngựa, sư tử, rắn, đại bàng, khỉ, voi, cá sấu, Apsara, cua, vịt, v.v,... Bokator thường bị hiểu nhầm là Muay Thái, vì những chiêu thức cơ bản của hai môn võ có sự tương đồng.

## Lịch sử
Bokator là một môn võ thuật cổ xưa của Campuchia được người Khmer sáng lập trên lãnh thổ Campuchia, ngay trước sự ra đời của nền văn minh Ấn Độ hơn 2.000 năm trước.
Một số nghiên cứu cho thấy môn võ này có khả năng được sáng lập cùng thời với sự thành lập lãnh thổ Khmer. Câu chuyện này có thể được khám phá thông qua các truyền thuyết của người Khmer. Trãi qua nhiều thế hệ tổ tiên người Khmer, lịch sử xa xưa võ thuật Bokator được sáng lập từ một chiến binh dũng cảm đã dùng gậy, tay và đầu gối để đánh một con sư tử thường xuyên tấn công, giết hại và phá hủy tài sản của dân làng. Hơn nữa, bằng chứng thực tế về lịch sử võ thuật này đã được các nhà sử học phát hiện trên vách phù điêu tại ngôi đền cổ từ thế kỷ thứ IX như đền Preah Ko, Banteay Srey, Angkor Wat và Baphuon. Môn võ này cũng đã đặt nền tảng vững chắc trong truyền thống, văn hóa và đời sống hàng ngày của người dân Campuchia và trở thành một biểu tượng của văn hóa Campuchia cho đến ngày nay.
Giống như các môn võ thuật khác của người Khmer, Bokator tập hợp rất nhiều chiêu thức và chiến thuật đều bắt chước theo thực tế tự nhiên về cuộc sống hàng ngày của con người thời đó và các cử chỉ của động vật như chim, ngựa, hổ, voi, khỉ, kinnara, cá sấu, cua, rắn, rồng, thậm chí cả vịt, v.v. Ngoài ra, hình thức võ thuật Bokator được nhúng vào trong nghệ thuật truyền thống của người Khmer như các trò chơi phổ biến,múa dân gian và múa cổ điển. Mỗi động tác và chuyển động của võ thuật đều được nhúng vào trong nghệ thuật, nó thể hiện sự nhẹ nhàn, hiền lành, sống động, mạnh mẽ, nhanh nhẹn và hành vi của con người trong xã hội. Môn võ này yêu cầu phải đánh tầm gần áp sát đối thủ bằng cách sử dụng cùi chỏ và đầu gối để làm cơ sở.
Bokator được chia thành 12 bộ, trong đó bộ thứ 1 đến thứ 8 sử dụng thể hình và bộ thứ 9 đến thứ 12 sử dụng vũ khí, bao gồm vũ khí nguy hiểm và vũ khí không nguy hiểm. Vũ khí nguy hiểm như dao, kiếm, giáo, mũi tên và nỏ. Vũ khí không nguy hiểm như gậy ngắn, gậy dài, khiên và dùi cui,v.v. Ngoài ra, Bokator cũng có thể sử dụng một chiếc Krama để làm vũ khí. Cùng với động thái này, nó có khả năng linh hoạt để tự vệ trước các cuộc tấn công từ 8 góc và mọi thứ xung quanh nó có thể được sử dụng làm vũ khí.

## Sự thăng trầm

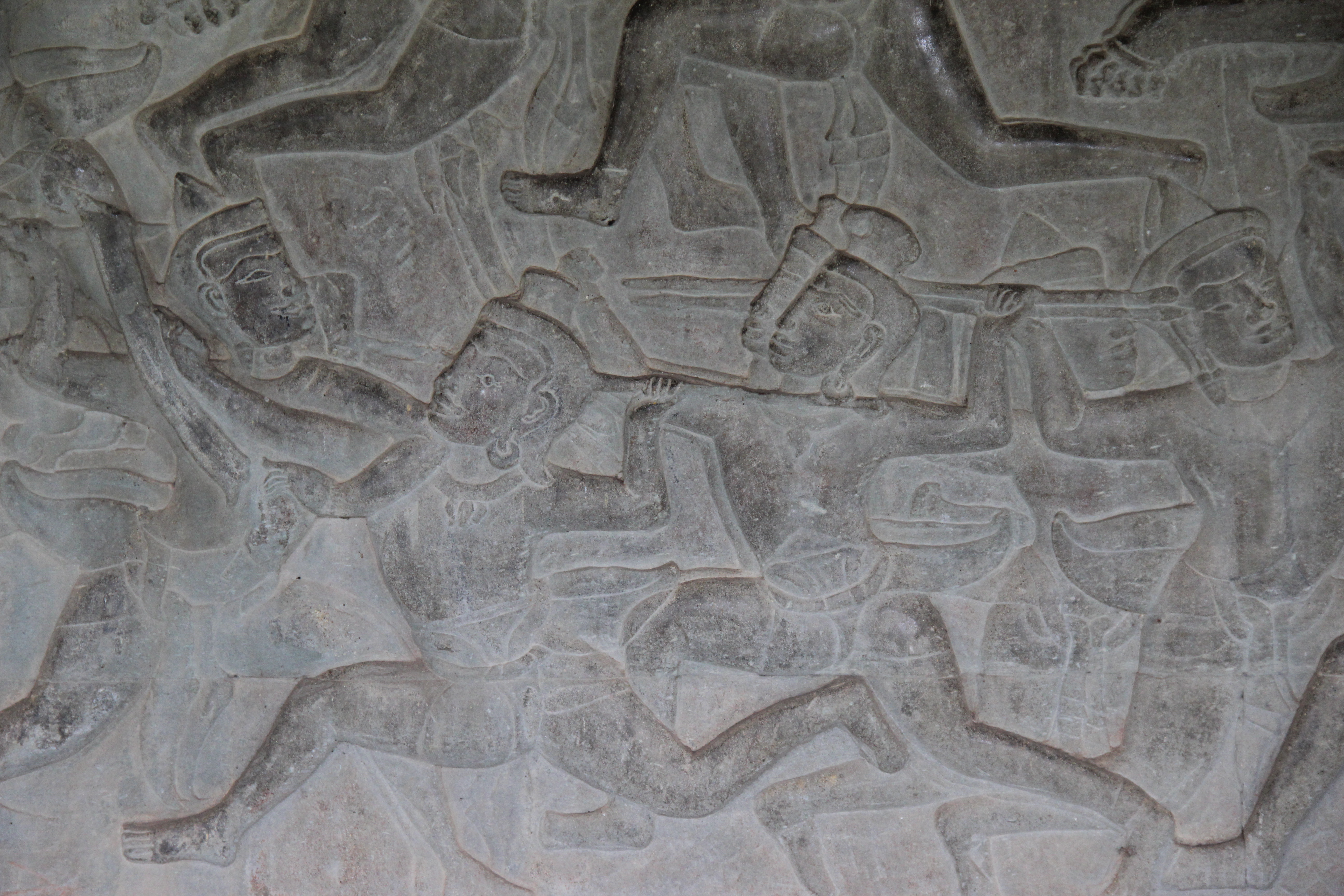
Phù điêu ở Angkor Wat.

Thời kỳ Angkor, võ thuật Bokator đã gắn bó sâu sắc với chiến lược phát triển và bảo vệ tổ quốc. Chiến binh Angkor là một minh chứng thực tế về sự bành trướng của đế quốc Khmer đã bao trùm nhiều lãnh thổ ở vùng Đông Nam Á. Những vách phù điêu được khắc trên các bức tường của ngôi đền từ thế kỷ thứ IX đến thế kỷ XII, cho thấy nhà vua và tổ tiên của họ đã dùng võ thuật Bokator làm cơ sở quan trọng trong việc bảo vệ và xây dựng đất nước trong thời kỳ tiền Angkor, thời kỳ Angkor và thời kỳ hậu Angkor. Ngoài ra, Bokator luôn gắn liền với văn hóa dân tộc. Khi có lễ hội chẳng hạn như lễ Chol Chnam Thmay, lễ hội Đôn ta, lễ hội Ok om bok hoặc các lễ hội khác, người học võ Bokator thường hẹn nhau để đấu võ nhằm tạo không khí tưng bừng cho lễ hội.
Thời kỳ bảo hộ của thực dân Pháp từ năm 1863 đến 1953, các võ sĩ Bokator đã ẩn trốn vào chùa và ở những vùng xa xôi hẻo lánh, không có cơ quan tổ chức nào hỗ trợ và kiểm soát hệ thống lại cho chuẩn mực. Các tu sĩ và bô lão trong xã huyện đóng vai trò là người giữ gìn võ thuật này, rồi chuyển tiếp kiến thức võ thuật cho thế hệ tiếp theo mang tính bảo tồn, tự vệ chống lại sự cướp bốc và xây dựng lại một lực lượng nhằm chống lại áp bức bốc lột của thực dân Pháp.
Từ năm 1975 đến 1979 Khmer Đỏ cai trị Campuchia đã làm cho võ thuật Bokator suy yếu nghiêm trọng. Giống như nhiều người dân Campuchia trên khắp đất nước, hàng loạt võ sĩ Bokator bị giết hại, di tản đến vùng sâu vùng xa và buộc phải làm việc vất vả. Các võ sư đã cố che giấu thân phận không dám luyện và đào tạo võ thuật Bokator nữa. Bất kỳ ai luyện võ và có hoạt động nào không được tổ chức Khmer Đỏ cho phép và bị nghiêm cấm tuyệt đối.
Sau sự sụp đổ của chế độ Khmer Đỏ vào tháng 1 năm 1979, do quân đội tình nguyện Việt Nam sang cứu giúp Campuchia, đáng tiếc các võ sĩ còn sống sót rất ít. Một số võ sư đã trốn sang nước ngoài và một số võ sư còn lại trong nước không thể tiếp tục sự nghiệp võ thuật. Bởi vì đất nước mới thoát khỏi từ nạn diệt chủng nên không đủ khả năng nghiên cứu và bảo tồn, võ thuật Bokator hầu như đã bị lãng quên và biến mất khỏi lịch sử Campuchia.

## Khôi phục
Ông San Kim Sean, sinh ngày 24 tháng 3 năm 1945 là một võ sĩ sống ở châu Á. Ông được xứng danh là cha đẻ của Bokator hiện đại và phần lớn được cho là đã làm sống lại võ thuật của Campuchia.
Trong thời kỳ loạn lạc, ông San Kim Sean phải trốn khỏi Campuchia và sống lưu vong tại Hoa Kỳ dưới sự buộc tội của Việt Nam về việc phổ biến Hapkido và Bokator.
Khi ở Hoa Kỳ, ông San Kim Sean bắt đầu phổ biến Hapkido tại một lò luyện võ YMCA địa phương ở Houston và Texas. Một thời sau đó ông chuyển đến Long Beach, California. Trong thời gian sống ở Hoa Kỳ ông được mời giảng dạy và quảng bá Hapkido. Sau này ông San Kim Sean quyết định trở lại Campuchia để phục hồi và phát triển Bokator.
Năm 1992, ông San Kim Sean đã chính thức rời khỏi Hoa Kỳ và trở về nước để khôi phục, duy trì việc phát triển Bokator tại nơi đã khai sinh ra nó là Campuchia.
Năm 2001, ông San Kim Sean trở về Phnôm Pênh, được cố Quốc vương Norodom Sihanouk, thủ tướng Hun Sen cùng với sự quan tâm của các nhà lãnh đạo Chính phủ Hoàng gia Campuchia. Ông đã khôi phục lại tên tuổi võ thuật Bokator cùng với các vị tiền bối hơn 10 vị (đã ngoài 60 - 80 tuổi) còn sống sót từ chế độ Khmer Đỏ. Các võ sư đã làm việc chăm chỉ, nghiên cứu, biên soạn tài liệu, mở lò luyện võ, khuyến khích và tuyên truyền luyện tập võ thuật Bokator, thành lập các câu lạc bộ, hiệp hội trong cả nước.
Ngày 24 tháng 4 năm 2004, Ông thành lập thành công Liên đoàn Thể thao võ thuật Bokator Campuchia. Việc bảo tồn võ thuật Bokator là linh hồn của nền văn hóa dân tộc Khmer và cũng là di sản tổ tiên cho các thế hệ mai sau.
Kể từ khi thành lập Liên đoàn Thể thao võ thuật Bokator Campuchia, võ thuật Bokator nhận được nhiều sự ủng hộ từ công chúng thông qua việc biên tập các bộ phim, mời tham gia biểu diễn, tham gia thi đấu trong các chương trình lớn ở cấp quốc gia và quốc tế.
Ngoài ra, Chính phủ Hoàng gia Campuchia đã quyết định thành lập Ủy ban Liên bộ, kết hợp với Ủy ban Olympic Quốc gia Campuchia (NOCC) có sự liên kết mật thiết với Liên đoàn Võ thuật Thế giới (World Martial Arts Union) để tìm kiếm sự công nhận chính thức từ UNESCO đưa võ thuật Bokator vào di sản văn hóa phi vật thể của nhân loại. Bộ Giáo dục Thanh niên và Thể thao Campuchia đã lồng vào chương trình giáo dục cấp trung học phổ thông, Quân đội Hoàng gia Campuchia cũng đưa môn võ thuật Bokator này vào hàng ngũ quân đội để huấn luyện.

## Sự kiện
Năm 2010, Bokator lần đầu tiên được tham gia thi đấu tại Liên đoàn Võ thuật Thế giới (WoMAU) tổ chức ở tỉnh Chungju, Hàn Quốc. Bokator đã giành được hạng 02 với sự tham gia của 10 quốc gia thành viên.
Năm 2011, võ cổ truyền Bokator đã được đưa vào danh sách kiểm kê văn hóa phi vật thể quốc gia của Bộ Văn hóa và Mỹ thuật.
Năm 2011- 2018, Bokator liên tục tham gia thi đấu tại Liên đoàn Võ thuật Thế giới (WoMAU) được tổ chức thường niên ở tỉnh Chungju, Hàn Quốc. Với sự tham gia của hơn 18 quốc gia và 19 hiệp hội thành viên.
Ngày 29 tháng 11 năm 2022, võ cổ truyền Bokator chính thức được UNESCO công nhận là di sản văn hóa thế giới phi vật thể.
Ngày 05 tháng 05 năm 2023, Campuchia sẽ lần đầu tiên đưa 02 môn võ truyền thống là Kun Lbokator và Kun Khmer vào chương trình thi đấu chính thức tại SEA Games lần 32, do Campuchia đăng cai.

## Kỳ hiệu và phù hiệu
| Kỳ hiệu                  | Võ đường             |
| ------------------------ | -------------------- |
| Tập tin:Bokator logo.png | Tập tin:Cba logo.png |

## Quyển bí kíp
Sáng ngày 29 tháng 6 năm 2017, bí kíp võ thuật cổ truyền "Bokator" đã chính thức ra mắt tại trụ sở Ủy ban Olympic Quốc gia Campuchia, do Thứ trưởng Chan Sarun chủ trì.
Tại buổi ra mắt chính thức 5.000 quyển bí kíp võ thuật Bokator sẽ được bán cho công chúng mỗi quyển với giá 40.000 Riel (tương đương 220.000 VND). Trong mỗi quyển có 3.000 tuyệt kỹ bao gồm các hình ảnh thi đấu biểu diễn.
Ông San Kim Sean là Chủ tịch Liên đoàn Thể thao võ thuật Bokator Campuchia và cũng là người biên soạn quyển bí kíp mang tựa đề "Võ thuật Bokator" ở cấp độ Krama trắng. Ông cho biết thêm, đây chính là ấn phẩm đầu tiên của ông được Liên đoàn in bán, trong đó mô tả những chiêu thức cơ bản của tuyệt đỉnh võ thuật Bokator Khmer.
Ông Vath Chamroeun, Tổng thư ký Ủy ban Olympic Quốc gia Campuchia, thông báo tất cả các thư viện và nhà sách. Nếu có nhu cầu mua quyển bí kíp để phân phối lại, thì có thể liên hệ với Liên đoàn thể thao Bokator của Campuchia. Hiện nay, bí kíp võ thuật cổ truyền Khmer chỉ được bày bán tại liên đoàn thể thao Bokator duy nhất.

## Đẳng cấp
Không giống như võ thuật ở các quốc gia khác như Karatedo, Judo hay Hapkido, đẳng cấp của Bokator được chia thành 07 bậc, mỗi bậc được ấn định bằng màu sắc của Krama như sau:
| Bokator           | Bokator           | Bokator           | Bokator           | Bokator           | Bokator           | Bokator           | Bokator           | Bokator           | Bokator           |
| Các loại đai đẳng | Các loại đai đẳng | Các loại đai đẳng | Các loại đai đẳng | Các loại đai đẳng | Các loại đai đẳng | Các loại đai đẳng | Các loại đai đẳng | Các loại đai đẳng | Các loại đai đẳng |
| ----------------- | ----------------- | ----------------- | ----------------- | ----------------- | ----------------- | ----------------- | ----------------- | ----------------- | ----------------- |
| Cấp               | Nhập môn          | Nhập môn          | Sơ đẳng           | Trung đẳng        | Trung đẳng        | Cao đẳng          | Cao đẳng          | Thượng đẳng       |                   |
| Tên Krama (đai)   | Krama trắng       | Krama trắng       | Krama lục         | Krama đỏ          | Krama nâu         | Krama lam         | Krama đen         | Krama vàng        |                   |
| Danh xưng         | Võ sinh           | Võ sinh           | Môn sinh          | Hướng dẫn viên    | Huấn luyện viên   | Võ sư             | Võ sư             | Chưởng môn        |                   |
| Đai               |                   |                   |                   |                   |                   |                   |                   |                   |                   |

Krama đen dao động từ cấp 1 đến cấp 10, trong đó tất cả các võ sĩ phải luyện tập ít nhất 10 năm và có ít nhất 1000 tuyệt kỹ.
Bậc đai cao nhất của Bokator là Krama vàng, để đạt được ở bậc đai này thì người đó gần như đã thông suốt tất cả các chiêu thức và tuyệt kỹ của Bokator.
| Mô tả sơ bộ các chiêu thức | Mô tả sơ bộ các chiêu thức | Mô tả sơ bộ các chiêu thức | Mô tả sơ bộ các chiêu thức |
| Krama Vàng | Krama Vàng | Krama Vàng | Krama Vàng                 |
| --- | --- | --- | -------------------------- |
| Tuyệt chiêu vịt | Tuyệt chiêu cua | Tuyệt chiêu ngựa |                            |
| Chiêu 1: Vịt tấn công Chiêu 2: Vịt bẻ ngang Chiêu 3: Vịt ôm ghì Chiêu 4: Vịt đá trong Chiêu 5: Vịt đá ngoài (còn nữa...) | Chiêu 1: Cua càng khủng Chiêu 2: Cua đoạt mạng Chiêu 3: Cua kẹp tay Chiêu 4: Cua xé thịt Chiêu 5: Cua vào hang (còn nữa...) | Chiêu 1: Ngựa đá Chiêu 2: Ngựa hí Chiêu 3: Ngựa cất Chiêu 4: Ngựa phi Chiêu 5: Ngựa sải (còn nữa...) |                            |
| Tuyệt chiêu rồng | Tuyệt chiêu chim | |                            |
| Chiêu 1: Rồng quấn siết Chiêu 2: Rồng vẫy đuôi Chiêu 3: Rồng phun nộc độc Chiêu 4: Rồng chơi nước Chiêu 5: Rồng tha mồi (còn nữa...) | Chiêu 1: Chim bay xuyên không Chiêu 2: Chim vỗ cách Chiêu 3: Chim cánh sắt Chiêu 4: Chim quắp chân sắt Chiêu 5: Chim đội trời (còn nữa...) | |                            |
| Krama lục | | |                            |
| Tuyệt chiêu khỉ | Tuyệt chiêu sư tử | Tuyệt chiêu voi |                            |
| Chiêu 1: Khỉ vát núi Chiêu 2: Khỉ cột cầu Chiêu 3: Khỉ xuyên không Chiêu 4: Khỉ độn thổ Chiêu 5: Khỉ bẻ cổ voi (còn nữa...) | Chiêu 1: Bước đi sư tử Chiêu 2: Tốc độ sư tử Chiêu 3: Sư tử nổi giận Chiêu 4: Sư tử tha mồi Chiêu 5: Nanh đoạn mạng (còn nữa...) | Chiêu 1: Voi thổi vòi Chiêu 2: Voi... Chiêu 3: Voi xoay tay Chiêu 4: Voi xoay chân Chiêu 5: Voi giẫm đạp (còn nữa...) |                            |
| Tuyệt chiêu thiên thần | Tuyệt chiêu cá sấu | |                            |
| Chiêu 1: Thiên thần hái hoa Chiêu 2: Thiên thần rải hoa Chiêu 3: Thiên thần ban phúc Chiêu 4: Thiên thần hạ trần Chiêu 5: Thiên thần biến thân (còn nữa...)                                                                                          | Chiêu 1: Cá sấu há miệng Chiêu 2: Cá sấu đập đuôi Chiêu 3: Cá sấu săn mồi Chiêu 4: Cá sấu nhô lên Chiêu 5: Cá sấu hụp xuống (còn nữa...) | |                            |
| Krama đỏ | | |                            |
| Tuyệt chiêu | Tuyệt chiêu | Tuyệt chiêu |                            |
| Chiêu 1: Lên đầu gối Chiêu 2: Lòn lách kéo gốc Chiêu 3: Chống núi đội trời Chiêu 4: Đội trời độn thổ Chiêu 5: Ôm tre bẻ gãy (còn nữa...) | Chiêu 1: Chuyển động thấp Chiêu 2: Chuyển động thấp Chiêu 3: Chuyển động cao Chiêu 4: Chuyển động cao Chiêu 5: Lùi lại (còn nữa...) | Chiêu 1: Nắm nhánh cây kẹp Chiêu 2: Đạp gốc bẻ nhánh Chiêu 3: Đạp bẹ chẻ thân Chiêu 4: Khỉ té Chiêu 5: Khỉ rừng cột núi (còn nữa...)                                                                                     |                            |
| Tuyệt chiêu cùi chỏ | Tuyệt chiêu đầu gối | |                            |
| Chiêu 1: Cùi chỏ xuyên không Chiêu 2: Cùi chỏ móc trái - phải Chiêu 3: Cùi chỏ đập đất Chiêu 4: Cùi chỏ thục - phòng ngự Chiêu 5: Giẫm đạp lên cùi chỏ (còn nữa...)                                                                                  | Chiêu 1: Đầu gối đở núi Chiêu 2: Đầu gối vượt rừng Chiêu 3: Đầu gối đạp đất Chiêu 4: Đầu gối chống núi Chiêu 5: Đầu gối bay đở núi (còn nữa...) | |                            |
| Krama nâu | | |                            |
| Tuyệt chiêu | Tuyệt chiêu | Tuyệt chiêu |                            |
| Chiêu 1: Chuyển động cùi chỏ 10 chiêu Chiêu 2: Bẻ tay 10 chiêu Chiêu 3: Bẻ tay 10 chiêu Chiêu 4: Đánh tấn công 5 chiêu Chiêu 5: Đánh lùi 5 chiêu Chiêu 6: Đánh trái 5 chiêu Chiêu 7: Đánh phải 5 chiêu Chiêu 8: Động thái cập nách trái (còn nữa...) | Chiêu 1: Động thái Sro-Nghe ngồi xếp Chiêu 2: Sro-Nghe xếp chân dọc Chiêu 3: Sro-Nghe banh rộng chân Chiêu 4: Sro-Nghe ngồi hạ đầu gối xuôi Chiêu 5: Sro-Nghe ngồi dựng đầu gối Chiêu 6: Cử chỉ cá sấu há miệng Chiêu 7: Cá sấu há miệng xuôi Chiêu 8: Cá sấu há miệng chéo (còn nữa...) | Chiêu 1: Voi động dục Chiêu 2: Voi chợp mắt Chiêu 3: Voi đẩy Chiêu 4: Voi cụng 5 x75 chiêu Chiêu 5: Đánh trả 10 chiêu Chiêu 6: Đánh bao 2 x 10 chiêu Chiêu 7: Đá bao 2 x 10 chiêu Chiêu 8: Tập đánh 1 với 2 (còn nữa...) |                            |
| Krama lam | | |                            |
| Tuyệt chiêu thần Narai | Tuyệt chiêu | Tuyệt chiêu lương |                            |
| Chiêu 1: Cú đấm thần Narai Chiêu 2: Giáo thần Narai Chiêu 3: Bàn chân thần Narai Chiêu 4: Thần Narai bính tóc Chiêu 5: Bước đi thần Narai (còn nữa...)                                                                                               | Chiêu 1: Bước đi Bokator Chiêu 2: Bàn tay gộp lại Chiêu 3: Tư thế tấn công Chiêu 4: Kéo cây phá gốc Chiêu 5: Đỗ cây sạch gốc (còn nữa...) | Chiêu 1: Vuốt lương Chiêu 2: Thả lỏng đuôi lương Chiêu 3: Siết chặt cổ lương Chiêu 4: Đập lương Chiêu 5: Ập bắt lương (còn nữa...)                                                                                       |                            |
| Tuyệt chiêu thần Krut | Tuyệt chiêu đất | |                            |
| Chiêu 1: Động thái vua thần Krut Chiêu 2: Quắp chân thần Krut - phải Chiêu 3: Thần Krut hiện linh Chiêu 4: Thần Krut che trời Chiêu 5: Thần Krut mỏ sắt (còn nữa...)                                                                                 | Chiêu 1: Bàn tay hủy diệt Chiêu 2: Bàn chân long trời lở đất Chiêu 3: Đầu gối cúi lại Chiêu 4: Vung mồ chôn chằn Chiêu 5: Mốc đất trồng lúa (còn nữa...) | |                            |

Người luyện võ Bokator mặc võ phục tương tự như những chiến binh Campuchia thời cổ đại. Các học viên phải đeo một chiếc khăn quanh eo và một sợi lụa màu đỏ, xanh "songvar" quanh đầu tượng trưng cho sức mạnh.

## Nghi thức tâm linh
Bokator là môn thể thao có tính cách tâm linh và theo đúng nghi thức tôn giáo cao cả. Võ sĩ được các vị sư dạy dỗ tài nghệ, ban cho một danh xưng riêng, được sáp nhập vào các danh sách các đệ tử thọ giáo nơi võ đường. Trước giờ giao đấu, các võ sĩ tranh tài cúi mình cung kính quay về hướng nơi mình chào đời (nghi thức này được gọi là Ram), sau đó quay theo bốn hướng, để tỏ lòng tôn kính các bậc thầy cố sức huấn luyện và thần linh võ đài (nghi thức này được gọi là Thvai Kru).
Để bổ sung cho tiếng kèn ô-boa của người Campuchia, có nhạc khí như đánh trống, khiến các võ sĩ nhảy múa một cách chậm rãi quanh võ đài, bằng cách đều chỉnh những động tác tỏ lòng biết ơn và cũng được phục vụ việc khởi động để chuẩn bị trận đấu. Mỗi một võ sĩ có động tác riêng về vũ điệu của mình, được nhập vào những cử động biểu lộ nghi thức tôn giáo từ những hoạt động nơi vũ môn mình được huấn luyện.
Mặc dù hiện thời không thấy rõ, nhưng võ sĩ Campuchia mỗi lần lên đài đều cột Krama quanh đầu, và sợi dây thừng vào hai bắp tay của mình đúng như truyền thống. Theo niềm tin xa xưa, Krama quấn quanh đầu võ sĩ có thể cất đi trong sàn đấu do các vị hướng dẫn hay các vị sư dạy võ đảm trách, các vị này là người ban phúc lành cho võ sĩ trước khi trận đấu bắt đầu.

## Võ phục
Võ phục truyền thống  được Liên đoàn Bokator của Campuchia mới đây đã trình diễn một bộ võ phục mới, mặc để ngăn ngừa tai nạn nghiêm trọng xảy ra trong trận đấu. Võ phục chiến đấu dành cho các võ sĩ Bokator khi lên đấu trường sao cho phù hợp với thời đại hiện tại và sự phát triển của môn thể thao truyền thống này, chúng được chia thành hai hạng như sau:
- Cân hạng 1: Dành cho cân nặng dưới 51 kg

Yêu cầu mũ bảo vệ đầu, bảo vệ cùi chỏ, bảo vệ cơ thể, găng tay, bảo vệ hạ bộ và bảo vệ cẳn chân.
- Cân hạng 2: Dành cho cân nặng trên 53 kg

Yêu cầu thiết bị bảo vệ cùi chỏ, găng tay, bảo vệ hạ bộ và bảo vệ cẳn chân.
Vào thời cổ đại, các đồ vật bảo vệ cho các võ sĩ trên đấu trường bằng cách dùng sợi dây lụa quấn bắp tay và cẳng tay, chỉ để lại những ngón tay cho tiện trong việc bắt, đấm, đánh và quật ngã, v.v. làm cho đối phương bị sát thương nghiêm trọng và có thể dẫn đến tử vong.

## Hình ảnh

Một võ sĩ bokator mang phkak, một loại rìu truyền thống của người Khmer.
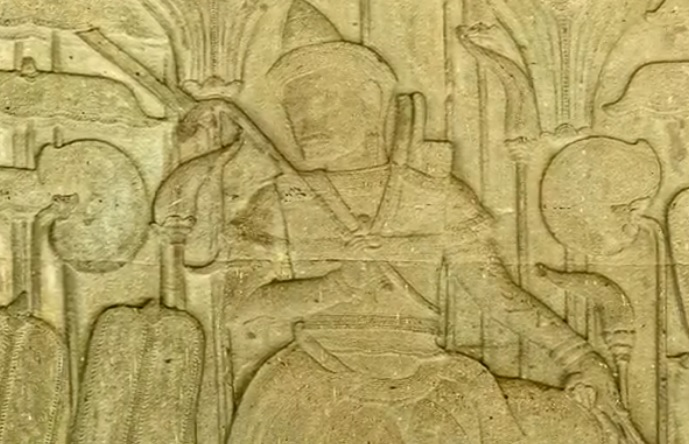
Bức phù điêu Nhà vua mang phkak, một loại rìu truyền thống của người Khmer. Tọa lạc tại đền Angkor Wat (thế kỷ 11)
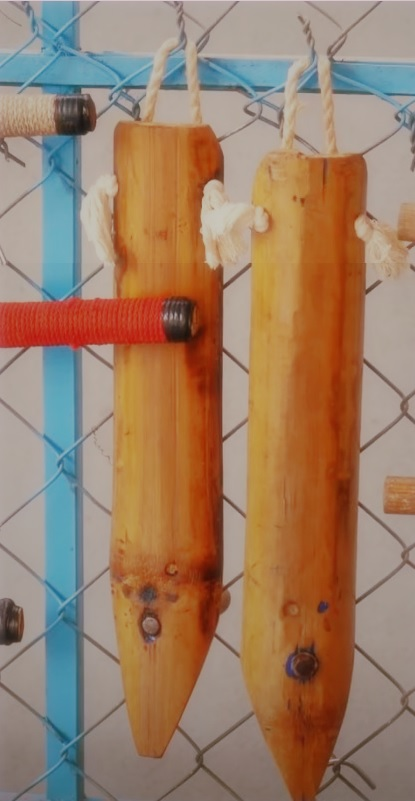
Khiên cánh tay bằng gỗ được gọi là staupe hoặc "tonfa" của Campuchia
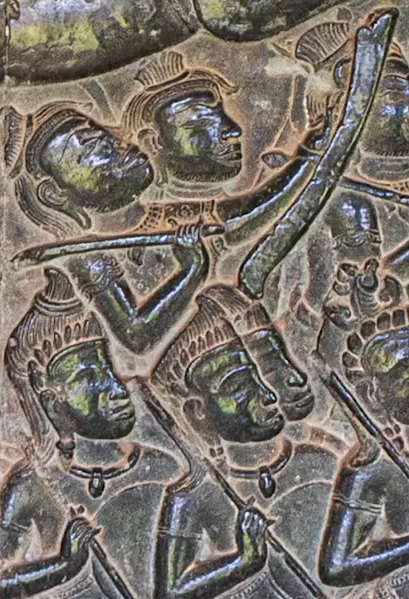
Bức phù điêu của lá chắn cánh tay. Tọa lạc tại Angkor Wat (thế kỷ 11)
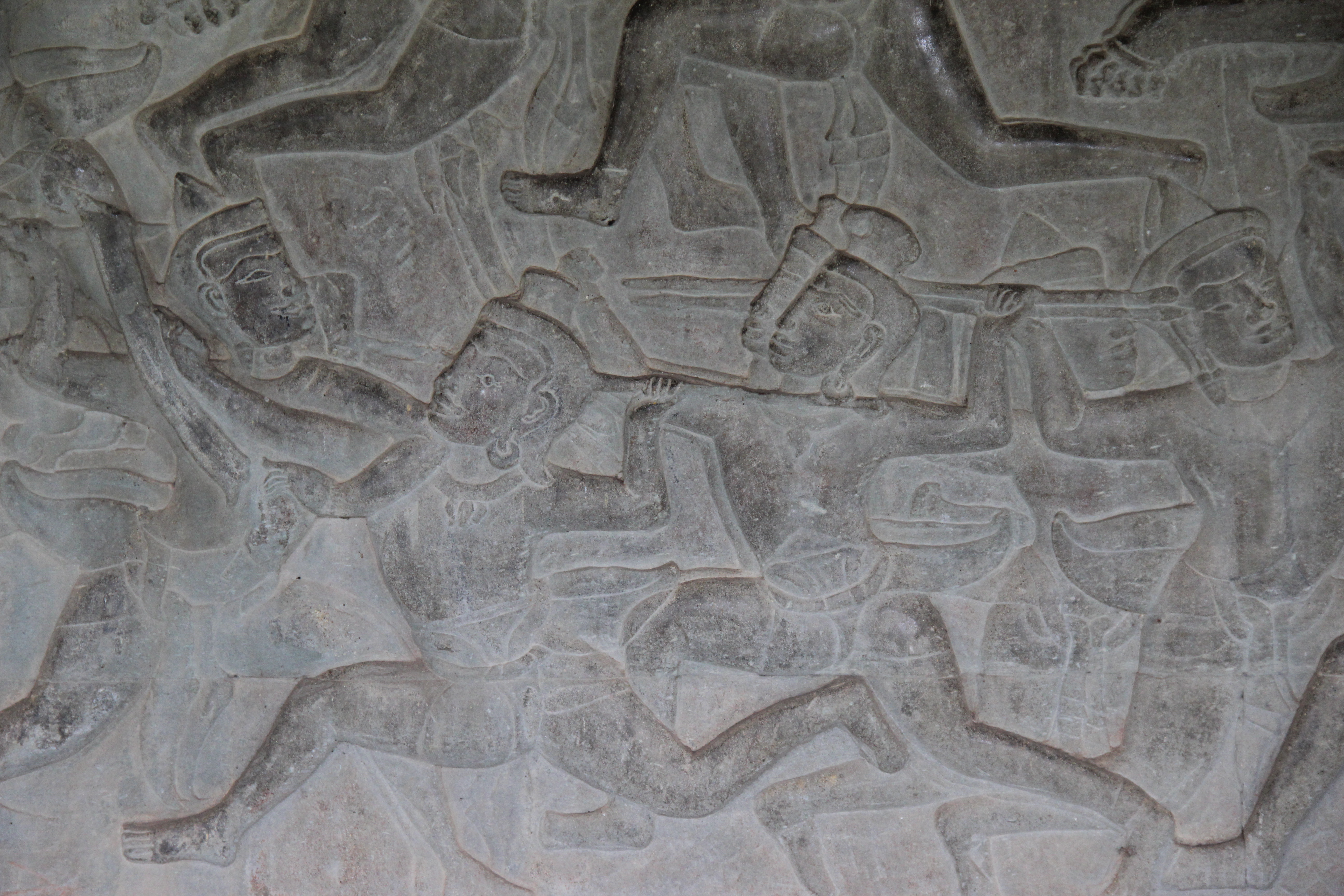
Khuỷu tay để hàm vượt qua lá chắn cánh tay. Bức phù điêu đặt tại Angkor Wat (thế kỷ 11)
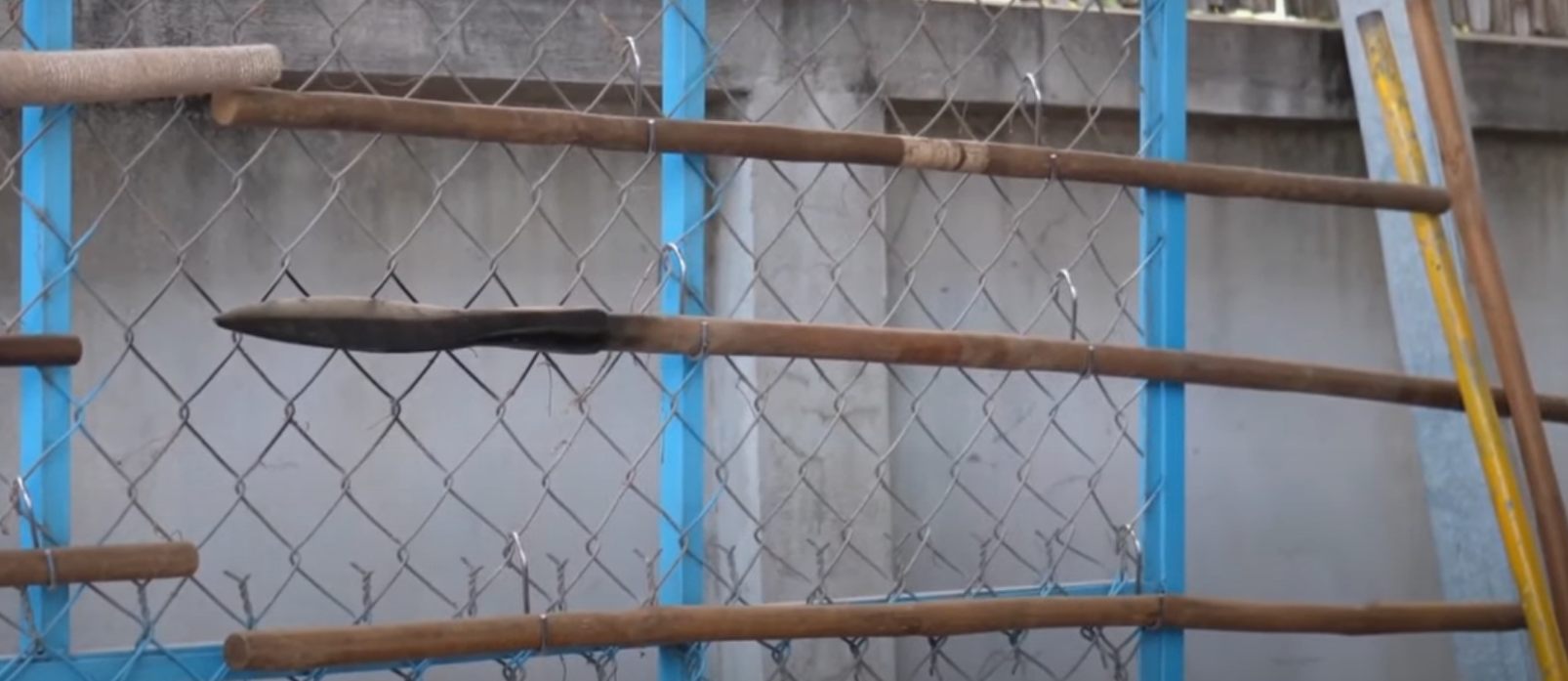
Giáo Bokator và gậy dài
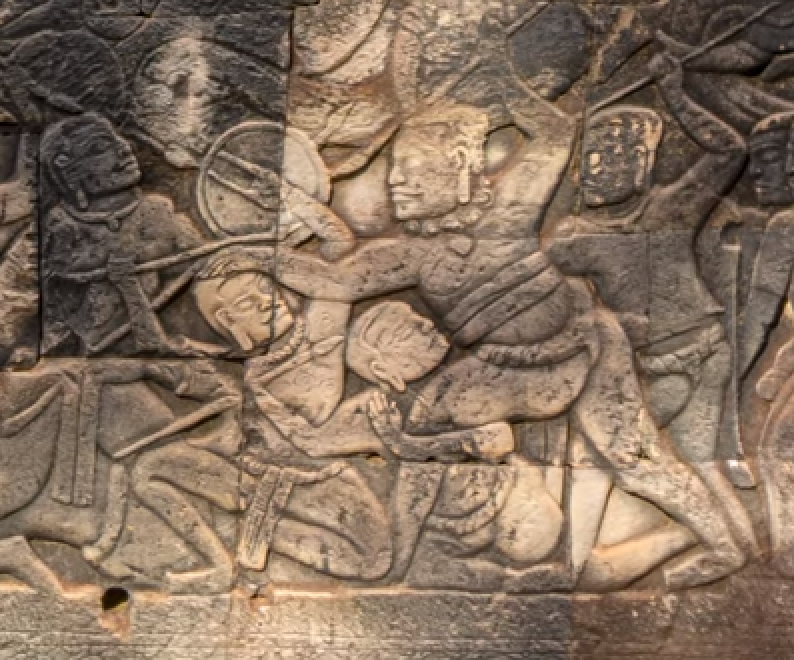
Kỹ thuật mặt đất: lấy chân và tấn công bằng giáo từ mặt đất. Phù điêu đền Bayon (thế kỷ 12-13)
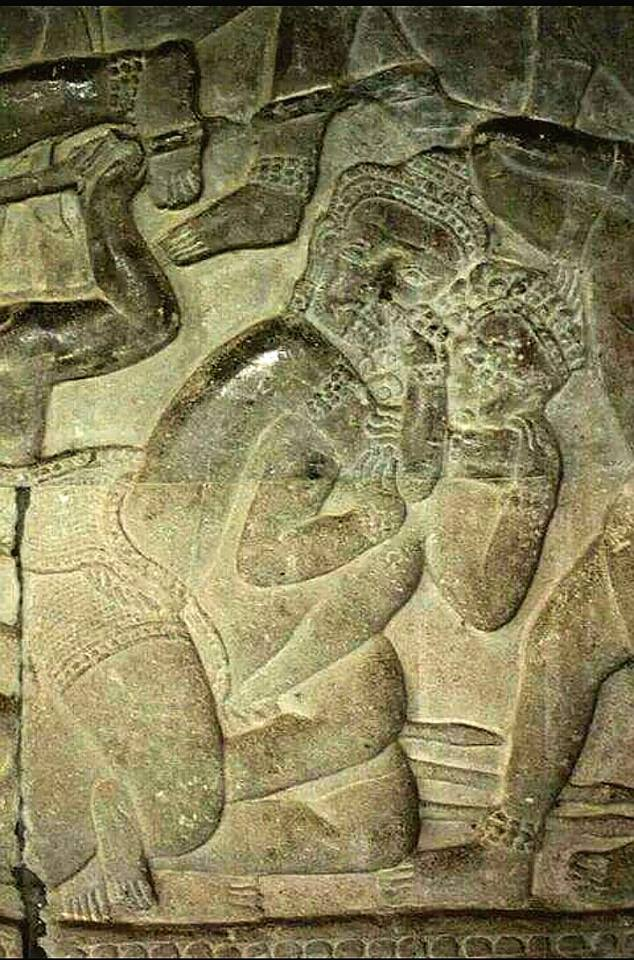
Bas cứu trợ của cuộn cảm trần phía sau.
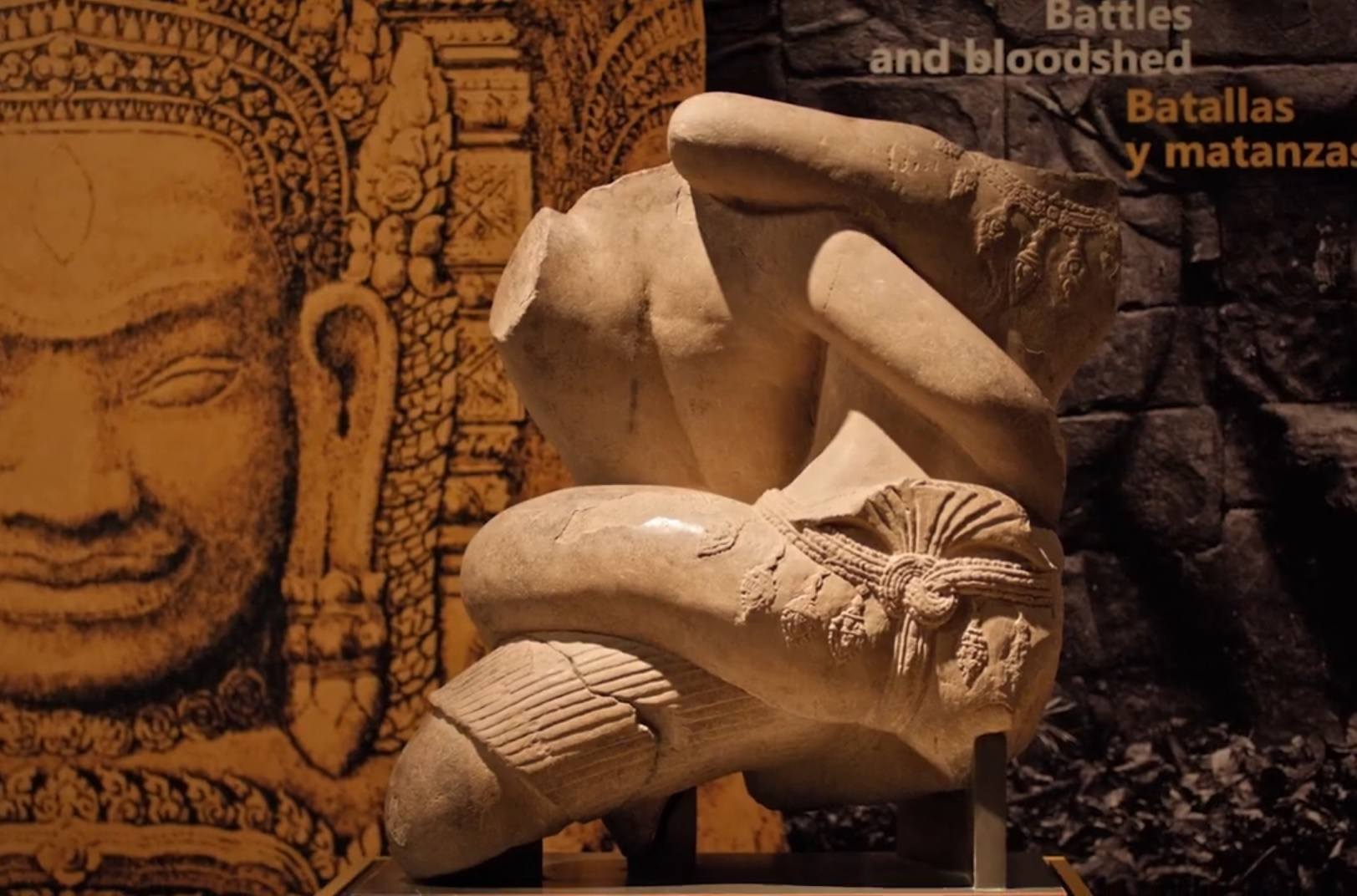
Angkor Tượng vật lộn ở Angkor của Đế quốc Khmer.
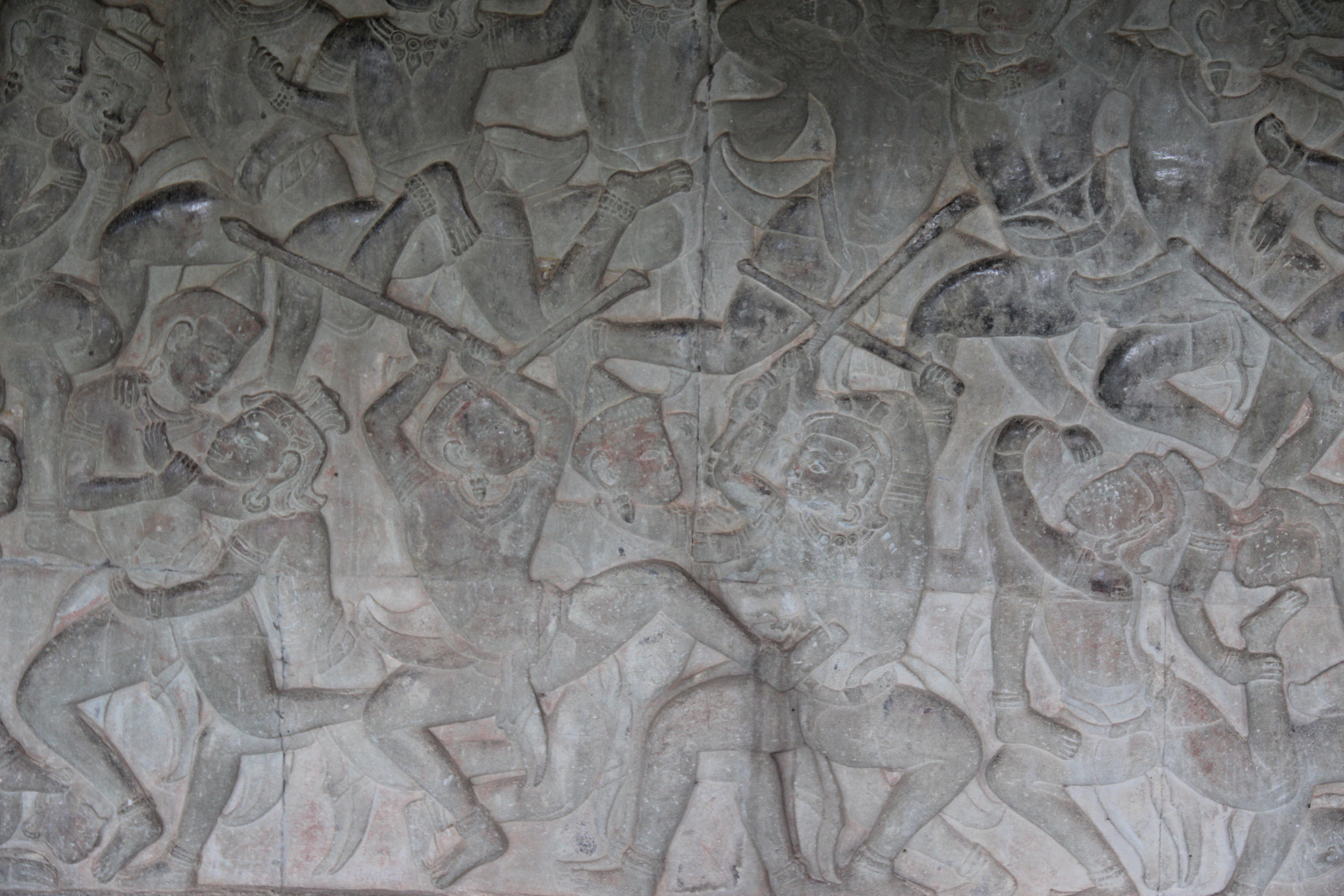
Cảnh chiến trường ở Angkor Wat. Kỹ thuật khuất phục giữ ở phía trên bên trái và phía dưới bên trái với cú đá đẩy ở giữa và cú đánh cùi chỏ ở giữa.
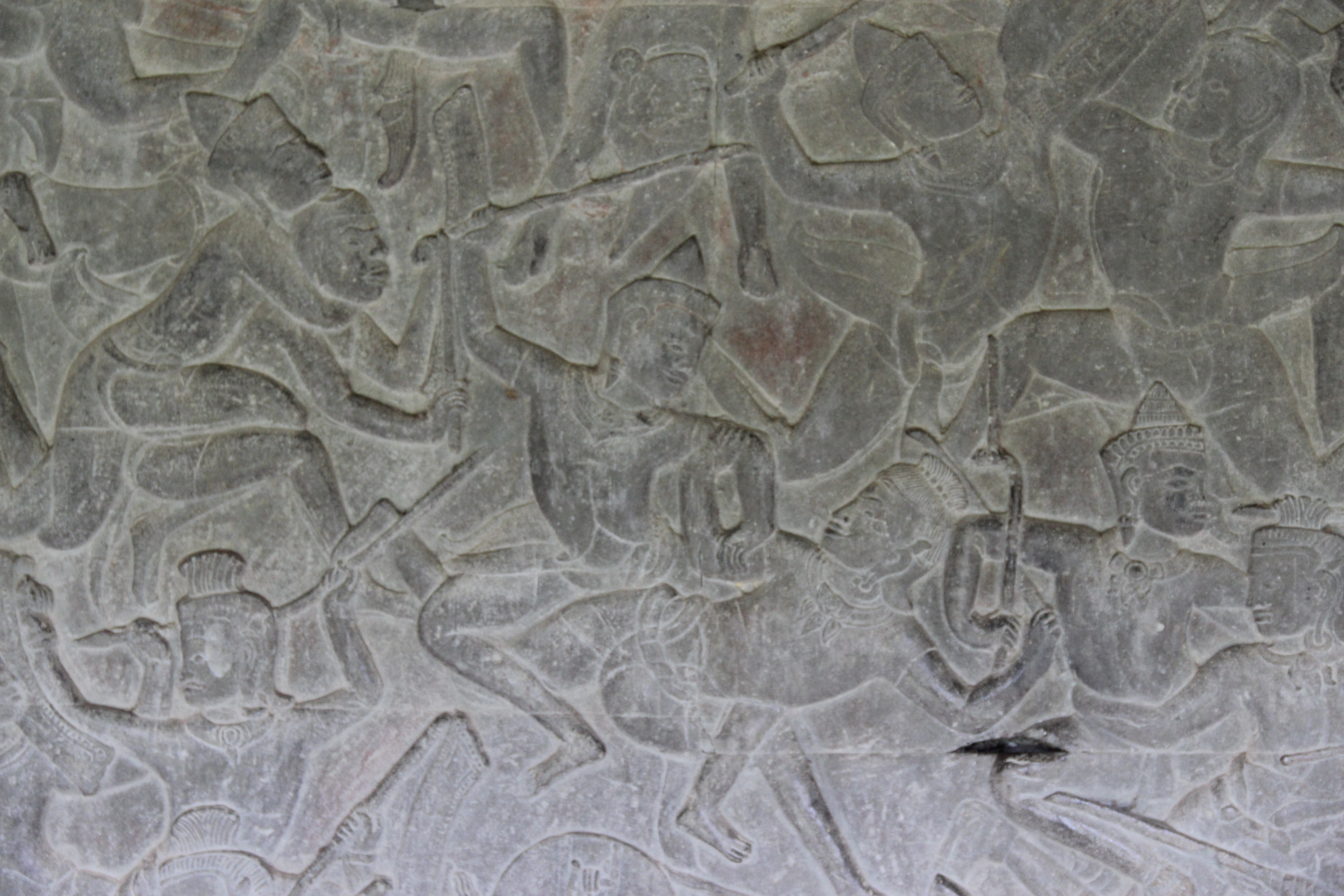
Sau lưng trình giữ bên trái. Mặt đất chiến đấu ở giữa. Bức phù điêu tại Angkor Wat (thế kỷ 11)
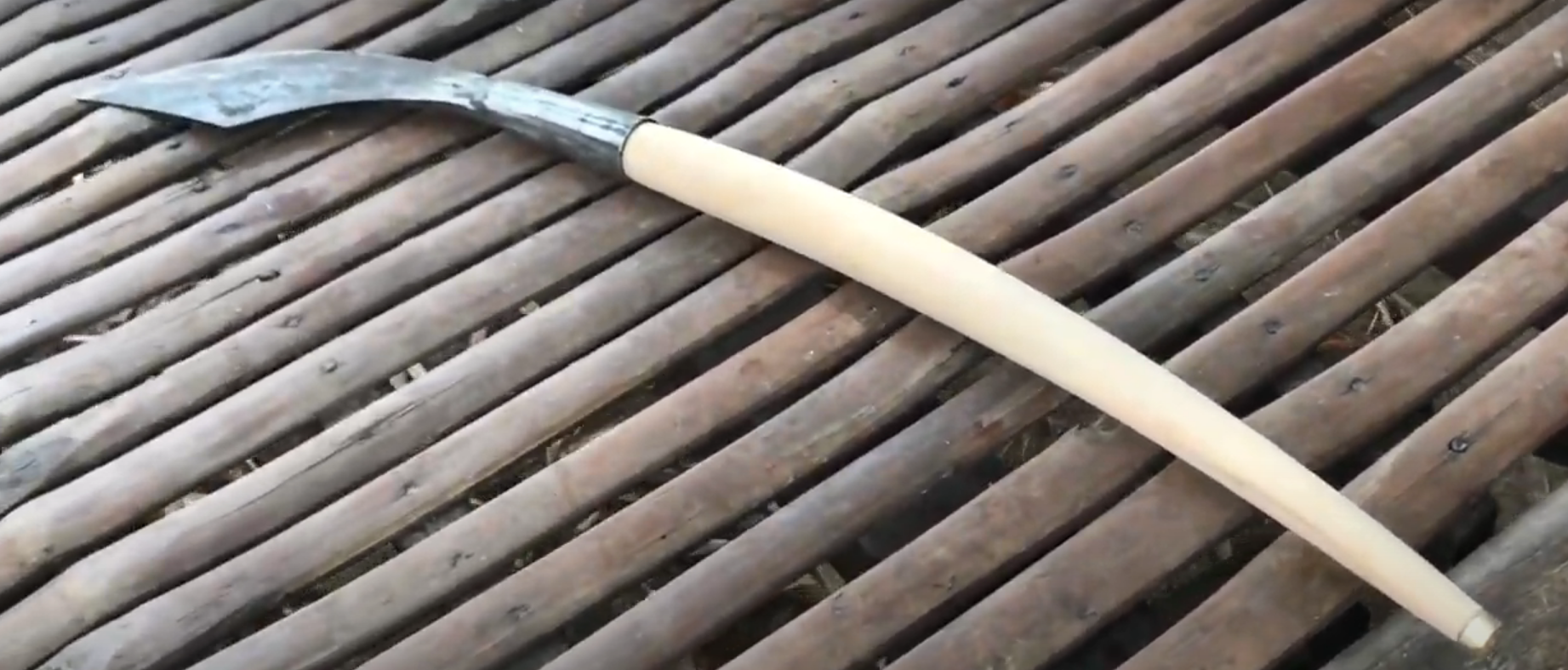
Dao Bokator (Kambet Bantoh).
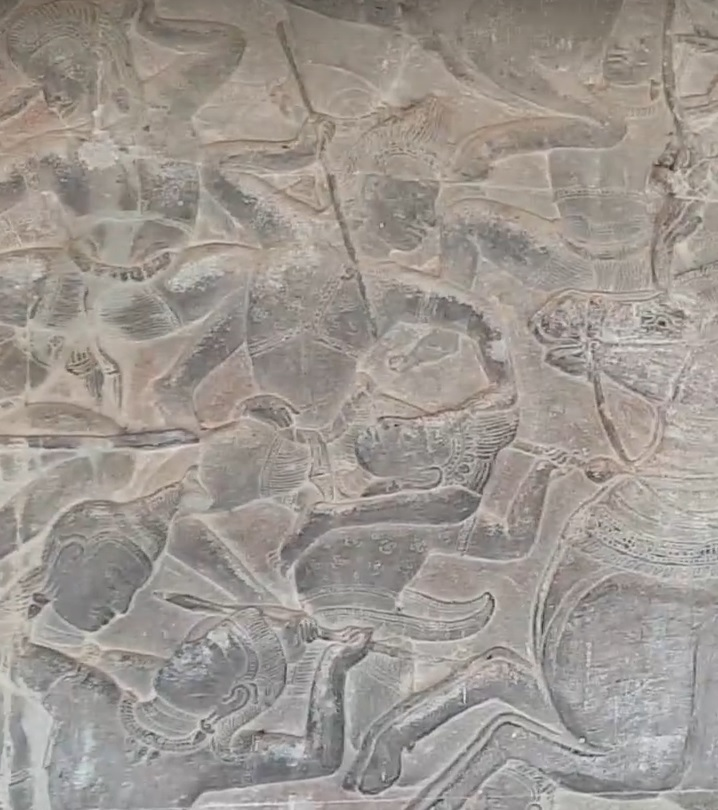
Trèo tấn: võ sĩ trèo tứ trụ để tấn công từ trên cao. Tại đền Angkor Wat.
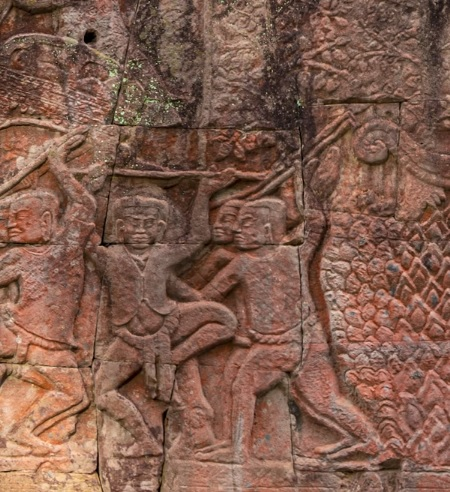
Bức phù điêu tấn công bằng đầu gối tại đền Bayon (thế kỷ 12-13)
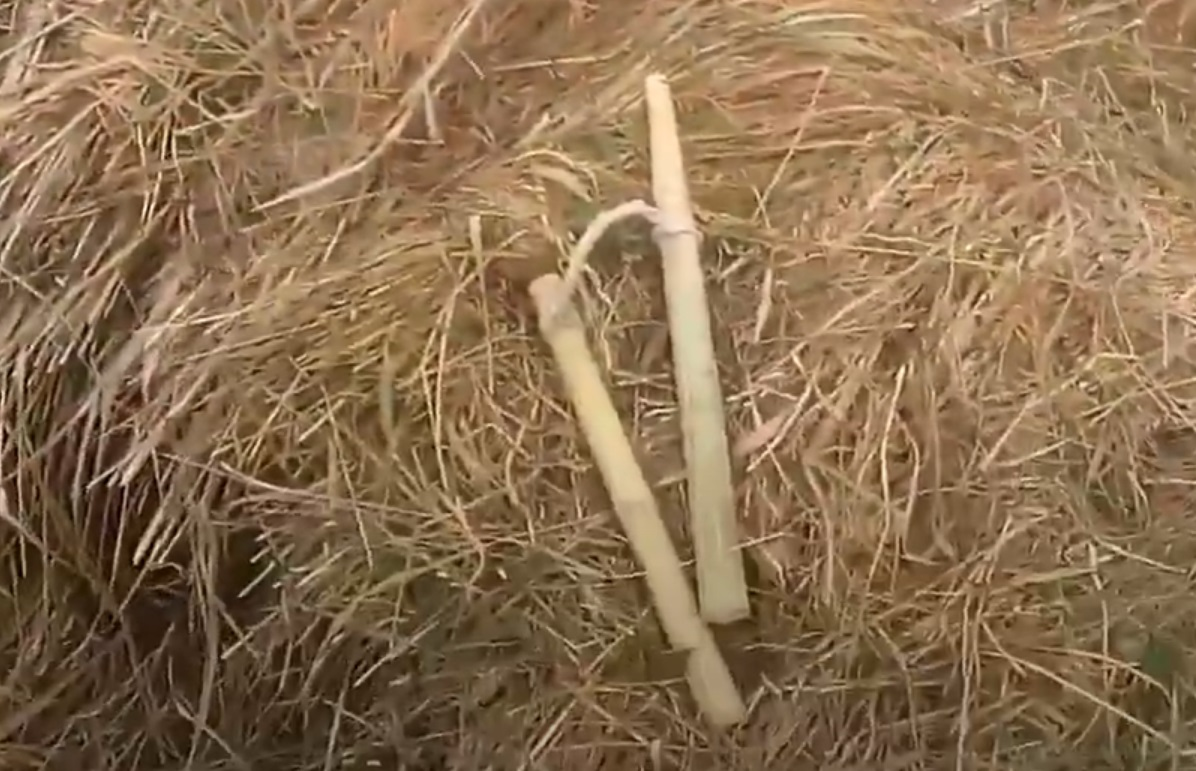
"Trabiet" là một công cụ tuốt lúa được sử dụng bởi nông dân và là vũ khí võ thuật.
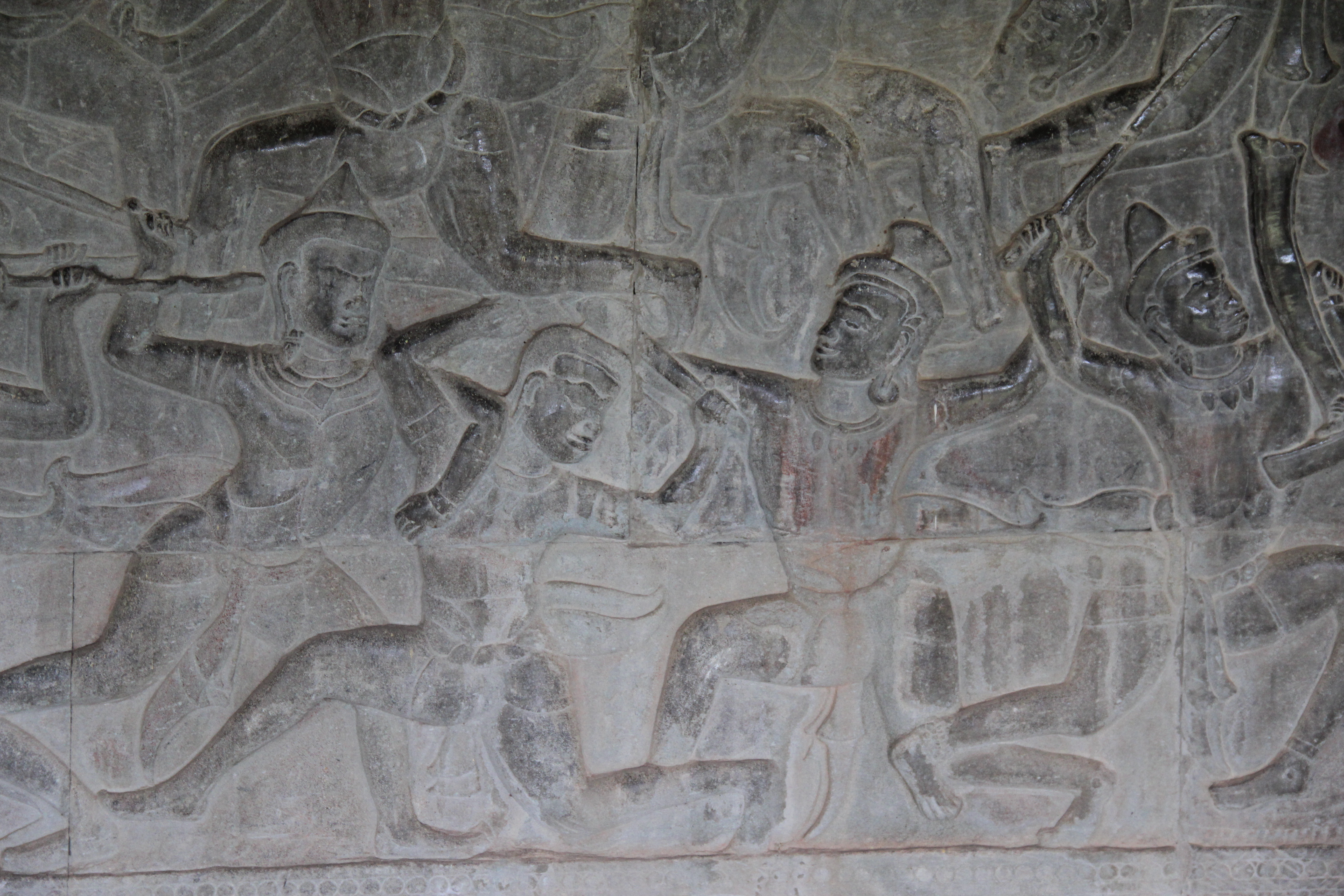
Bức phù điêu của cú đánh cùi chỏ. Nằm ở Angkor Wat (thế kỷ 12)
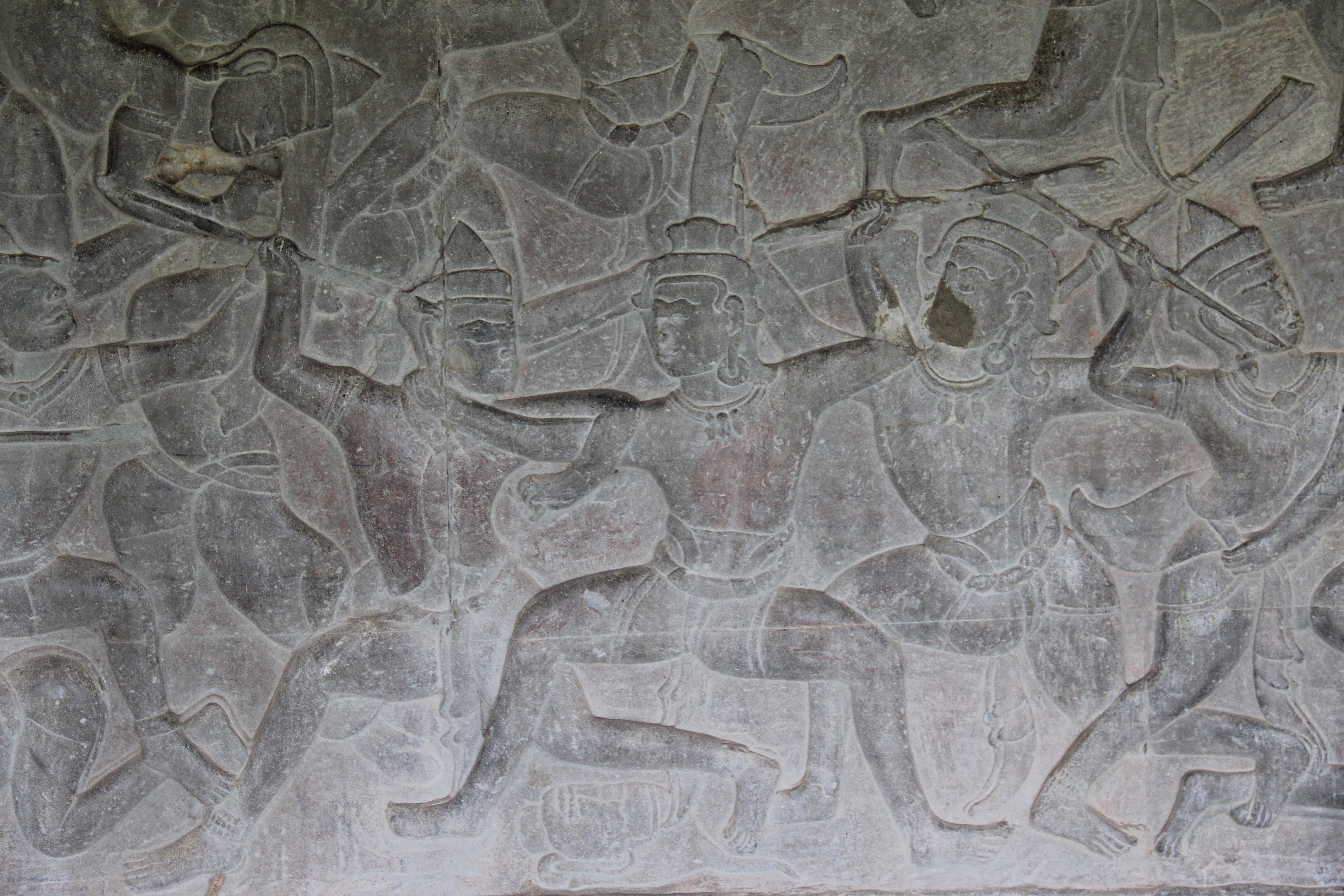
Bức phù điêu của cú đánh cùi chỏ. Nằm ở Angkor Wat (thế kỷ 12)